# Leslie Kaplan
Pour les articles homonymes, voir Kaplan.
Leslie Kaplan est une écrivaine française, née à New York en 1943.

## Biographie
Née à New York puis élevée en France dans une famille américaine, Leslie Kaplan écrit en français. Elle suit des études de philosophie, de psychologie et d'histoire. Durant ses études, elle participe aux mouvements anticolonialiste et anti-impérialiste contre la guerre d'Algérie et la guerre du Vietnam. Elle travaille en usine comme « établie » à partir de janvier 1968 et vit le mouvement de Mai 68 dans une usine occupée.
Depuis 1982, elle publie des récits, des romans, des essais, du théâtre, essentiellement chez P.O.L.
Son premier livre est salué par Marguerite Duras et Maurice Blanchot. 
Son travail est souvent adapté pour le théâtre (Claude Régy, Frédérique Lolliée, Élise Vigier, Marcial Di Fonzo Bo, etc.) et ses livres sont traduits dans une dizaine de langues.
Leslie Kaplan est membre du conseil de la revue de cinéma Trafic, fondée par Serge Daney.

## Œuvre
Depuis L'Excès l'usine, dont Marguerite Duras écrit : « Je crois qu'on n'a jamais parlé de l'usine comme vous le faites… On la reconnaît… Comme une donnée commune », et que Maurice Blanchot salue : « C'est peut-être la poésie, c'est peut-être plus que la poésie », Leslie Kaplan construit une œuvre « essentiellement politique », au sens d'« une poétique de l'émancipation ».
Dans ses récits et ses romans, Leslie Kaplan invente des personnages qui « réfléchissent comme tout le monde, comme l'auteur et comme le lecteur. Ils leur sont égaux ou supérieurs, en aucun cas inférieurs. » Elle « intègre la dimension de l'inconscient », « absence de psychologie, absence de discours ». Les enjeux de Kaplan concernent « le réel », ce sont « les enjeux du détail », qui ouvrent à « une anthropologie critique du langage et de la littérature ».
Dans son théâtre, Leslie Kaplan applique ce qu'Agathe Torti-Alcayaga a appelé les « techniques du saut », ce qui permet à son écriture d'avoir « un impact direct sur son audience ». « Une interrogation, un questionnement, et les répliques s'enchaînent… Et, subtilement, un renversement se produit. »
Situé à Paris en 2016, le roman Mathias et la Révolution « réinvente l'art de la Révolution » et appelle à « un changement du cadre de pensée » : une interprétation de la réalité qui va à l’encontre du « normal social familial habituel », qui peut mobiliser des résistances, des refus, des peurs, mais qui représente aussi le désir d’une littérature « agissante ».

## Distinctions
- 2012 : Prix Wepler, pour Millefeuille
- 2017 : Grand prix de la SGDL, pour l'ensemble de son œuvre[14]

## Publications
Aux Éditions P.O.L (sauf si précision contraire)
- L’Excès-l’usine, 1982
- Le Livre des ciels, 1983
- Le Criminel, 1985
- Le Pont de Brooklyn, 1987 ; puis Gallimard Folio, 1991
- L’Épreuve du passeur, 1988
- Le Silence du diable, 1989
- Les Mines de sel, 1993
- Depuis maintenant, miss Nobody Knows, 1996
- Les Prostituées philosophes, 1997
- Le Psychanalyste, 1999 ; puis Gallimard Folio, 2001
- Les Amants de Marie, 2002 ; puis Gallimard Folio, 2004
- Les Outils, essai, 2003
- L’Enfer est vert, Inventaire/Invention, 2006, puis Publie.net, 2013
- Fever, 2005 ; puis Gallimard Folio, 2007
- Toute ma vie j’ai été une femme, théâtre, 2008
- Mon Amérique commence en Pologne, 2009
- Louise, elle est folle, théâtre, 2011
- Les Mots, 2011, Publie.net
- Millefeuille, 2012 ; puis Gallimard Folio 2014 Prix Wepler 2012
- Déplace le ciel, théâtre, 2013
- Mathias et la Révolution, 2016
- Mai 68, le chaos peut être un chantier, « conférence interrompue », 2018
- Désordre, 2019
- L’excès-l’usine, suivi de Usine, entretien avec Marguerite Duras, et de L’infini morcelé, par Maurice Blanchot, poche POL 2020
- L'Aplatissement de la Terre suivi de Le Monde et son contraire, 2021
- Un fou, 2022
- L’Assassin du dimanche, 2024

## Mises en scène et adaptations

### Pour le théâtre (sélection)
- Le Criminel (1985), par Claude Régy, 1988
- Depuis maintenant (1996), par Frédérique Loliée, 1996
- L'Excès-l'usine (1982), par Marcial Di Fonzo Bo, 2002
- Toute ma vie j'ai été une femme, par Élise Vigier et Frédérique Loliée, 2008
- Louise, elle est folle, par Élise Vigier et Frédérique Loliée, 2011
- Déplace le ciel, par Élise Vigier et Frédérique Loliée, 2013
- Mathias et la Révolution, par Élise Vigier et Frédérique Loliée, au Théâtre du Nord de Lille en 2015[15]
- Louise, elle est folle (2011), par la Compagnie Cyclone, 2018
- Le Livre des ciels (1983), par la Compagnie Cyclone, 2019
- Le Monde et son contraire, par Elise Vigier, 2022
- Voyages avec K, par Elise Vigier, 2024

### Pour le cinéma
- Fever, réalisé par Raphaël Neal, 2015
- Déplace le Ciel, réalisé par Marina Ocádiz et Florence de Talhouët, 2017
- Un ennemi invisible, réalisé par Guy Girard, 2022

#### Articles
- « Leslie Kaplan : Un changement du cadre de pensée », Diacritik, entretien du 31 août 2016 avec Emmanuèle Jawad (lire en ligne)
- « Leslie Kaplan, notre contemporain », Diacritik, article du 19 avril 2016 de Christine Marcandier (lire en ligne)
- « La romancière Leslie Kaplan réinvente l'art de retrouver la Révolution », Médiapart, entretien du 15 janvier 2016 avec Antoine Perraud lire en ligne)
- Pauline Hachette, « Les ambiances dans la poétique du désir révolutionnaire. Les Renards pâles de Yannick Haenel, Mathias et la Révolution de Leslie Kaplan », Études françaises, vol. 60, no 1,‎ 2024, p. 157-171 (lire en ligne)

#### Ouvrage universitaire
- Mireille Hilsum (dir.), Leslie Kaplan, recueil de textes sur l'œuvre et bibliographie, Éditions Classiques Garnier, 2016